# Artak Margaryan
Artak Margaryan (ur. 11 listopada 1989) – francuski zapaśnik w stylu klasycznym. Siódmy na mistrzostwach świata w 2016. Brązowy medalista mistrzostw Europy w 2016. Dwunasty na igrzyskach europejskich w 2015. Trzeci na igrzyskach śródziemnomorskich w 2013, 2018 i mistrzostw śródziemnomorskich w 2010 roku.